# فرو کورپوریشن
فرو کورپوریشن (انگلیسی: Ferro Corporation) شرکت صنایع شیمیایی آمریکایی است، که در سال ۱۹۱۹ تأسیس شد.